# Lista de episódios de K.C. Undercover
K.C. Undercover é uma sitcom americana desenvolvida pelo Disney Channel, criada por Corinnes tell Marshall e produzida pela It's a Laugh Productions e coproduzida por Zendaya e Rob Lotterstein. A série estreou pelo canal Disney Channel nos Estados Unidos no dia 18 de janeiro de 2015.
Em Portugal, a série estreou em 23 de maio no Disney Channel. No Brasil, a série foi exibida pelo Disney Channel no dia 20 de julho.
A 2ª temporada estreou a 6 de março de 2016 no Disney Channel, no Disney Channel Portugal estreou a 6 de maio de 2016 e no Disney Channel Brasil estreou a 4 de junho de 2016.
No dia 1 de novembro de 2016, a serie foi renovada para uma 3ª temporada.

## Temporadas
| Temporada | Temporada | Episódios | Exibição original     | Exibição original      | Exibição em Portugal  | Exibição em Portugal   | Exibição no Brasil     | Exibição no Brasil      |
| Temporada | Temporada | Episódios | Estreia               | Final                  | Estreia               | Final                  | Estreia                | Final                   |
| --------- | --------- | --------- | --------------------- | ---------------------- | --------------------- | ---------------------- | ---------------------- | ----------------------- |
|           | 1         | 29        | 18 de janeiro de 2015 | 24 de janeiro de 2016  | 23 de maio de 2015    | 22 de abril de 2016    | 19 de abril de 2015    | 27 de fevereiro de 2016 |
|           | 2         | 26        | 6 de março de 2016    | 13 de janeiro de 2017  | 6 de maio de 2016     | 9 de fevereiro de 2017 | 4 de junho de 2016     | 27 de março de 2017     |
|           | 3         | 26        | 7 de julho de 2017    | 2 de fevereiro de 2018 | 23 de outubro de 2017 | 20 de julho de 2018    | 19 de novembro de 2017 | 1 de dezembro de 2018   |

## 1.ª Temporada (2015-16)
- Zendaya (K.C. Cooper) está presente em todos os episódios.
- Veronica Dunne (Marisa) está ausente em um episódio.
- Kamil McFadden (Ernie Cooper) está ausente em dois episódios.
- Tammy Townsend (Kira Cooper) está ausente em cinco episódios.
- Kadeem Hardison (Craig Cooper) está ausente em seis episódios.
- Trinitee Stokes (Judy Cooper) está ausente seis episódios.

| # | ##   | Título | Dirigido por                    | Escrito por                                                               | Exibição original                                                      | Código de produção | Audiência (em milhões) |
| --- | ---- | --- | ------------------------------- | ------------------------------------------------------------------------- | ---------------------------------------------------------------------- | ------------------ | ---------------------- |
| 1 | 1    | "Piloto (PT) Agente K.C. (BR)" "Pilot"                                                                                   | Jon Rosenbaum                   | Corinne Marshall (história) Rob Lotterstein e Corinne Marshall (teleplay) | 18 de janeiro de 2015 23 de maio de 2015 19 de abril de 2015           | 101                | 3.51                   |
| A aluna de liceu K.C. Cooper torna-se numa agente infiltrada, sendo a nova agente secreta do governo! |      | |                                 |                                                                           |                                                                        |                    |                        |
| 2 | 2    | "A Minha Irmã De Outra Mãe... Robótica (PT) Minha Irmã De Outra Placa Mãe (BR)" "My Sister from Another Mother... Board" | Jon Rosenbaum                   | Rob Lotterstein                                                           | 25 de janeiro de 2015 29 de maio de 2015 21 de julho de 2015           | 102                | 3.05                   |
| K.C. tem pena de Ernie porque os pais pensam que ele não está preparado para ser incluído na família como espião. Marisa torna-se a responsável pelos mexericos no jornal da escola. |      | |                                 |                                                                           |                                                                        |                    |                        |
| 3 | 3    | "Eu Quero Um K! Eu Quero Um C! (PT/BR)" "Give Me a K! Give Me a C!"                                                      | Jon Rosenbaum                   | Rob Lotterstein                                                           | 8 de fevereiro de 2015 5 de junho de 2015 22 de julho de 2015          | 103                | 2.22                   |
| K.C. aceita, de má vontade, fazer as provas para a claque com Marisa, para que possam passar mais tempo juntas. Craig faz um esforço para passar mais tempo com Ernie. |      | |                                 |                                                                           |                                                                        |                    |                        |
| 4 | 4    | "Incontactáveis (PT) Fora de Rede (BR)" "Off the Grid"                                                                   | Jon Rosenbaum                   | Darin Henry                                                               | 15 de fevereiro de 2015 12 de junho de 2015 23 de julho de 2015        | 106                | 2.75                   |
| K.C. pede reforços quando Kira e Craig desaparecem numa missão. Para sua surpresa, os avós reformados aparecem para ajudarem a salvar o dia. |      | |                                 |                                                                           |                                                                        |                    |                        |
| 5 | 5    | "Apanhada na Foto (PT/BR)" "Photo Bombed"                                                                                | Jon Rosenbaum                   | Rob Lotterstein                                                           | 1 de março de 2015 19 de junho de 2015 24 de julho de 2015             | 104                | 2.60                   |
| Marisa foi escolhida como finalista com uma foto da K.C num concurso de fotografia. Ernie e Craig usam Judi para fazer todas as tarefas domésticas. |      | |                                 |                                                                           |                                                                        |                    |                        |
| 6 | 6    | "Como K.C. Recuperou a Pinta (PT) Como a K.C. Recuperou o Borogodó (BR)" "How K.C. Got Her Swing Back"                   | Jon Rosenbaum                   | Jenn Lloyd Kevin Bonani                                                   | 8 de março de 2015 26 de junho de 2015 27 de julho de 2015             | 108                | 2.39                   |
| K.C. perde a confiança após falhar numa missão. Quando repara que a amiga não está bem, Marisa enfrenta a missão de fazer a amiga voltar ao normal. |      | |                                 |                                                                           |                                                                        |                    |                        |
| 7 | 7    | "A Princesa do Papá (PT) A Princesinha do Papai (BR)" "Daddy's Little Princess"                                          | Jon Rosenbaum                   | Teri Schaffer Raynelle Swilling                                           | 29 de março de 2015 10 de julho de 2015 28 de julho de 2015            | 107                | 1.97                   |
| A família deve proteger um elegante príncipe. Ernie é usado como isca, fingindo ser o príncipe da embaixada. |      | |                                 |                                                                           |                                                                        |                    |                        |
| 8 | 8    | "Missão: Despacha a Missão (PT) Próximo Trabalho: Pegar Aquele Trabalho (BR)" "Assignment: Get That Assignment"          | Kadeem Hardison                 | Rob Lottersein                                                            | 6 de abril de 2015 24 de julho de 2015 29 de julho de 2015             | 118                | 1.54                   |
| Marisa entrega um trabalho sobre a última missão de K.C.! Será que conseguem recuperá-lo antes de ser tarde demais? Entretanto, uma inimiga de Judy chega à cidade. |      | |                                 |                                                                           |                                                                        |                    |                        |
| 9 | 9    | "A Espianóia Vai Acabar em Tramóia (PT) Espi-anoia Destruirá Você (BR)" "Spy-anoia Will Destroy Ya"                      | Rich Correll                    | Eileen Conn                                                               | 19 de abril de 2015 2 de outubro de 2015 30 de julho de 2015           | 105                | 2.58                   |
| K.C. fica paranoica e começa a pensar que todos à sua volta são uma ameaça. Ernie apresenta uma namorada nova e bonita aos pais e K.C. pensa que ela é uma agente infiltrada. |      | |                                 |                                                                           |                                                                        |                    |                        |
| 1011 | 1011 | "Agente Duplo (Primeira Parte) (PT) Problema em Dobro Parte 1 (BR)" "Double Crossed, Part 1"                             | Joel Zwick e Jody Margolin Hahn | Cat Davis Eddie Quintana e Eileen Conn                                    | 29 de maio de 2015 18 de setembro de 2015 4 de agosto de 2015          | 109110             | 2.40                   |
| K.C descobre que a Organização enviou um agente, Brett, para fingir ser seu namorado. Kira tenta convencer Craig a organizar uma grande festa no aniversário de casamento. K.C. descobre que está apaixonada por Brett, mas dá autorização a Marisa para namorar com ele! Marisa tem dúvidas se Brett será um bom partido para si.          |      | |                                 |                                                                           |                                                                        |                    |                        |
| 12 | 12   | "Agente Duplo (Segunda Parte) (PT) Problema em Dobro Parte 2 (BR)" "Double Crossed, Part 2"                              | Jon Rosenbaum                   | Rob Lotterstein                                                           | 30 de maio de 2015 18 de setembro de 2015 5 de agosto de 2015          | 111                | 1.82                   |
| Brett captura K.C. e revela uma sósia exatamente igual a K.C., que irá substituí-la junto da família Cooper. |      | |                                 |                                                                           |                                                                        |                    |                        |
| 13 | 13   | "Agente Duplo (Terceira Parte) (PT) Problema em Dobro Parte 3 (BR)" "Double Crossed, Part 3"                             | Jon Rosenbaum                   | Darin Henry                                                               | 31 de maio de 2015 18 de setembro de 2015 6 de agosto de 2015          | 112                | 3.02                   |
| Zane usa a sósia de K.C. para ter acesso à Organização. Marisa suspeita de que alguma coisa se passa com a melhor amiga. |      | |                                 |                                                                           |                                                                        |                    |                        |
| 14 | 14   | "Emboscada Para a Viagem (PT) Quero Emboscada Para a Viagem (BR)" "Stakeout Takeout"                                     | Jon Rosenbaum                   | Darin Henry                                                               | 7 de junho de 2015 9 de outubro de 2015 14 de setembro de 2015         | 117                | 2.52                   |
| K.C. cancela as férias por causa de uma missão e Marisa tenta mantê-la a par das férias pelo tablet. Entretanto, Ernie tem de provar que pode ser um espião. |      | |                                 |                                                                           |                                                                        |                    |                        |
| 15 | 15   | "Missão de Vigilância (PT) Cães de Guarda do Bairro (BR)" "The Neighborhood Watchdogs"                                   | Jon Rosenbaum                   | Darin Henry                                                               | 14 de junho de 2015 27 de novembro de 2015 26 de julho de 2015         | 122                | 1.95                   |
| Quando a casa de uma vizinha é assaltada, K.C. tenta organizar um grupo de vigilância contra a vontade de Craig. Judy recebe ajuda para afastar um rapaz que gosta dela. |      | |                                 |                                                                           |                                                                        |                    |                        |
| 16 | 16   | "A Primeira Amiga (PT) Primeira Amizade (BR)" "First Friend"                                                             | Jon Rosenbaum                   | Darin Henry                                                               | 26 de junho de 2015 1 de janeiro de 2016 15 de setembro de 2015        | 125                | 2.91                   |
| K.C. disfarça-se de estudante universitária para proteger a filha rebelde do Presidente. Entretanto, Judy tenta provar que é tão boa como Ernie e os seus Escuteiros da Aventura. |      | |                                 |                                                                           |                                                                        |                    |                        |
| 17 | 17   | "Operação: Outro Lado, Parte 1 (PT/BR)" "Operation: Other Side, Part 1"                                                  | Jon Rosenbaum                   | Eileen Conn                                                               | 12 de julho de 2015 5 de fevereiro de 2016 16 de setembro de 2015      | 114                | 1.99                   |
| O Outro Lado está a recrutar agentes de centros de detenção juvenil. K.C. faz-se passar pela pior de todas para ser recrutada e travá-los! |      | |                                 |                                                                           |                                                                        |                    |                        |
| 18 | 18   | "Operação: Outro Lado, Parte 2 (PT/BR)" "Operation: Other Side, Part 2"                                                  | Kimberly McCullough             | Rob Lotterstein                                                           | 19 de julho de 2015 5 de fevereiro de 2016 17 de setembro de 2015      | 115                | 2.17                   |
| K.C está infiltrada na sede do inimigo e descobre que Brett é o seu treinador! Será K.C. capaz de recolher informação e convencê-lo a juntar-se à Organização? Ou será descoberta? |      | |                                 |                                                                           |                                                                        |                    |                        |
| 19 | 19   | "K.C. e a Senhora Desaparecida (PT/BR)" "K.C. and the Vanishing Lady"                                                    | Rich Correll                    | Cat Davis Eddie Quintana                                                  | 26 de julho de 2015 20 de novembro de 2015 11 de outubro de 2015       | 119                | 2.14                   |
| A família Cooper está de férias e K.C. está decidida a não fazer nada relacionado com espiões. Mas quando uma nova amiga desaparece, conseguirá a família descobrir o que lhe aconteceu? |      | |                                 |                                                                           |                                                                        |                    |                        |
| 20 | 20   | "O Baile de Debutantes (PT) Baile de Debutante (BR)" "Debutante Baller"                                                  | Jon Rosenbaum                   | Raynelle Swilling Teri Schaffer                                           | 9 de agosto de 2015 15 de janeiro de 2016 18 de setembro de 2015       | 113                | 2.05                   |
| Kira convence K.C. a ir ao Baile de Debutantes dizendo-lhe que é uma missão. Entretanto, Ernie e Judy competem para saber quem deve tomar conta de quem. |      | |                                 |                                                                           |                                                                        |                    |                        |
| 21 | 21   | "K.C. é o Homem (PT) K.C. é o Cara (BR)" "K.C's The Man"                                                                 | Rosario J. Roveto, Jr.          | Teri Schaffer Raynelle Swilling                                           | 16 de agosto de 2015 19 de fevereiro de 2016 17 de outubro de 2015     | 127                | 1.89                   |
| Quando o filho de um agente desaparece da academia exclusivamente masculina, K.C. e Ernie infiltram-se na escola para o descobrirem. Entretanto, Kira parte, acidentalmente, o botão para desligar Judy! |      | |                                 |                                                                           |                                                                        |                    |                        |
| 2223 | 2223 | "Robô em Fuga (PT) Robo Fugitivo (BR)" "Runaway Robot"                                                                   | Joel Zwick                      | Rob Lotterstein                                                           | 7 de setembro de 2015 4 de março de 2016 23 de fevereiro de 2016       | 120121             | 2.45                   |
| Judy quer saber de onde veio, por isso, no seu aniversário, K.C. e Ernie decidem ajudá-la. Mas quando Judy prefere a sua criadora, será que a família permanece igual? Quando descobrem que o Outro Lado raptou Judy, K.C. e Simone viajam até ao Alasca para a salvar! Será que a conseguem salvar? Ou será que o Outro Lado já usou Judy? |      | |                                 |                                                                           |                                                                        |                    |                        |
| 24 | 24   | "A Noite de Todos os Uivos (PT) A Noite de Halloween (BR)" "All Howls Eve"                                               | Jonathan A. Rosenbaum           | Dava Savel                                                                | 4 de outubro de 2015 30 de outubro de 2015                             | 123                | 1.97                   |
| K.C. e Mariza organizam uma festa no Halloween e K.C. perde a pulseira de agente. Ernie e Judy vão em missão a Nova Iorque quando um perigoso sérum com ADN de lobo contamina Ernie. |      | |                                 |                                                                           |                                                                        |                    |                        |
| 25 | 25   | "O Cofre do Entendimento (PT) Convivendo Juntos no Cofre (BR)" "The Get Along Vault"                                     | Phill Lewis                     | Jenn Lloyd & Kevin Bonani                                                 | 18 de outubro de 2015 11 de março de 2016 24 de fevereiro de 2016      | 126                | 2.39                   |
| K.C e Ernie não param de discutir! Mas quando uma missão corre mal e os dois ficam presos num cofre, vão ter de trabalhar em equipa para conseguirem sair antes que o oxigénio acabe! |      | |                                 |                                                                           |                                                                        |                    |                        |
| 26 | 26   | "A Inimiga do Estado (PT) Inimiga do Estado (BR)" "Enemy Of The State"                                                   | Joel Zwick                      | Eileen Conn                                                               | 8 de novembro de 2015 8 de abril de 2016 25 de fevereiro de 2016       | 124                | 2.06                   |
| Kira é detida na condição de "inimiga do estado". Quando alega que foi vítima de uma armadilha, uma advogada aparece para limpar o seu nome. Mas será que está a ajudar ou a prejudicar o caso de Kira? |      | |                                 |                                                                           |                                                                        |                    |                        |
| 27 | 27   | "A Véspera de Natal (PT) A Luta Antes do Natal (BR)" "Twas the Fight Before Christmas"                                   | Joel Zwick                      | Jenn Lloyd & Kevin Bonani                                                 | 6 de dezembro de 2015 25 de dezembro de 2015 12 de dezembro de 2015    | 116                | 1.29                   |
| K.C. julga-se a melhor a oferecer presentes! Mas Craig não está nada satisfeito com o seu presente. Será ela capaz de resolver a situação? Entretanto, Ernie tenta convencer Judy de que o Natal é fantástico. |      | |                                 |                                                                           |                                                                        |                    |                        |
| 2829 | 2829 | "K.C e Brett: O Último Capítulo (PT) K.C e Brett: O Capítulo Final (BR)" "K.C. and Brett: The Final Chapter"             | David Kendall e Jon Rosenbaum   | Rob Lotterstein                                                           | 17 de janeiro de 2016 22 de abril de 2016 26 e 27 de fevereiro de 2016 | 128                | 2.39/2.02              |
| Brett é descartado para eliminar K.C.! Mas quando se vê incapaz de o fazer, K.C. coloca-se a si e à família em perigo protegendo-o de outra agente. |      | |                                 |                                                                           |                                                                        |                    |                        |

## 2.ª Temporada (2016-17)
- Zendaya (K.C. Cooper) e Kamil McFadden (Ernie Cooper) estão presentes em todos os episódios.
- Veronica Dunne (Marisa) está ausente um episódio.
- Tammy Townsend (Kira Cooper) está ausente em cinco episódios.
- Kadeem Hardison (Craig Cooper) está ausente em seis episódios.
- Trinitee Stokes (Judy Cooper) está ausente em nove episódios.
- O episódio "Realidade Virtual" foi emitido em Portugal, como um episódio da terceira temporada.

| # | ## | Título | Dirigido por        | Escrito por                       | Exibição Original                                                     | Código de produção | Audiência (em milhões) |
| --- | -- | --- | ------------------- | --------------------------------- | --------------------------------------------------------------------- | ------------------ | ---------------------- |
| 30 | 1  | "Coopers Reativados! (Primeira Parte) (PT/BR)" "Coopers Reactivated!, Part 1"                                   | Jon Rosenbaum       | Rob Lotterstein                   | 6 de março de 2016 6 de maio de 2016 4 de junho de 2016               | 201                | 2.08                   |
| K.C. começa a aceitar que já não é agente, mas quando um perigoso criminoso foge, os Coopers têm a oportunidade de voltar à Organização.                                                                                     |    | |                     |                                   |                                                                       |                    |                        |
| 31 | 2  | "Coopers Reativados! (Segunda Parte) (PT/BR)" "Coopers Reactivated!, Part 2"                                    | Jon Rosenbaum       | Rob Lotterstein                   | 6 de março de 2016 6 de maio de 2016 4 de junho de 2016               | 202                | 2.08                   |
| Decididos a voltar à Organização, os Coopers capturam um criminoso. |    | |                     |                                   |                                                                       |                    |                        |
| 32 | 3  | "Queres Saber um Segredo? (PT) Você Quer Saber Um Segredo? (BR)" "Do You Want to Know a Secret"                 | Jon Rosenbaum       | Rob Lotterstein                   | 13 de março de 2016 20 de maio de 2016 5 de junho de 2016             | 203                | 2.14                   |
| K.C. prepara-se para o primeiro encontro com Darien, mas tem medo que ele só a ache interessante depois de saber que é uma agente.                                                                                           |    | |                     |                                   |                                                                       |                    |                        |
| 33 | 4  | "Rebelde Com Uma Causa (PT) Rebelde Como a Prima (BR)" "Rebel with a cuz"                                       | Robbie Countryman   | Eileen Conn                       | 20 de março de 2016 3 de junho de 2016 11 de junho de 2016            | 204                | 1.84                   |
| K.C. conhece Abby, uma prima que não sabia que tinha! |    | |                     |                                   |                                                                       |                    |                        |
| 34 | 5  | "A Mãe de Todas as Missões (PT/BR)" "The Mother of All Missions"                                                | Joel Zwick          | Darin Henry                       | 10 de abril de 2016 17 de junho de 2016 18 de junho de 2016           | 205                | 2.03                   |
| Kira concorda em ajudar K.C. para que Abby poder finalmente conhecer a sua mãe, Erica, que se esconde do Outro Lado e da Organização há vários anos.                                                                         |    | |                     |                                   |                                                                       |                    |                        |
| 35 | 6  | "Os Acidentes Acontecem (PT) Acidentes Aconteceram (BR)" "Accidents Will Happen"                                | Alfonso Ribeiro     | Jenn Lloyd e Kevin Bonani         | 17 de abril de 2016 17 de outubro de 2016 25 de junho de 2016         | 206                | 1.90                   |
| Darien fica ferido num misterioso acidente e K.C. tenta descobrir quem é o responsável. Entretanto, Craig torna-se chefe de segurança de um candidato a vice-presidente.                                                     |    | |                     |                                   |                                                                       |                    |                        |
| 36 | 7  | "Lavagem ao Cérebro (PT) Lavagem de Cérebro (BR)" "Brainwashed"                                                 | Joel Zwick          | Rob Lotterstein                   | 24 de abril de 2016 18 de outubro de 2016 26 de junho de 2016         | 207                | 1.82                   |
| Erica e Abby revelam que vão usar K.C. e Kira para entrarem na festa da eleição do presidente! Entretanto, Ernie é obrigado a tomar conta do filho do candidato a vice-presidente.                                           |    | |                     |                                   |                                                                       |                    |                        |
| 37 | 8  | "A Verdade Magoa (PT) O Soro da Verdade (BR)" "The Truth Hurts"                                                 | Alfonso Ribeiro     | Vincent Brown                     | 8 de maio de 2016 19 de outubro de 2016 2 de julho 2016               | 208                | 1.36                   |
| Quando Ernie tenta impressionar a organização criando um soro de verdade, K.C. bebe o soro da verdade acidentalmente e tem que mentir para conseguir um emprego para Marisa.                                                 |    | |                     |                                   |                                                                       |                    |                        |
| 38 | 9  | "Pela Lixeira Abaixo (PT) Mergulho na Lixeira (BR)" "Down in the Dumps"                                         | Gil Junger          | Cat Davis                         | 15 de maio de 2016 20 de outubro de 2016 29 de julho 2016             | 209                | 1.79                   |
| Para aumentar a autoconfiança de Ernie, K.C. diz-lhe que ele é o responsável por uma missão, apesar da responsabilidade ser sua.                                                                                             |    | |                     |                                   |                                                                       |                    |                        |
| 39 | 10 | "Dançar como se Ninguém Estivesse a Ver (PT) Dance Como Se Ninguém Olhasse (BR)" "Dance Like No One's Watching" | Gil Junger          | Eddie Quintana                    | 22 de maio de 2016 24 de outubro de 2016 1 de outubro de 2016         | 210                | 1.12                   |
| K.C. infiltra-se num centro de dia para idosos para colocar um dispositivo de localização no seu alvo. |    | |                     |                                   |                                                                       |                    |                        |
| 40 | 11 | "Azar no Amor (PT/BR)" "The Love Jinx"                                                                          | Joel Zwick          | Jenn Lloyd e Kevin Bonani         | 19 de junho de 2016 25 de outubro de 2016 2 de outubro de 2016        | 211                | 1.46                   |
| Quando Craig e Kira descobrem que nunca estiveram casados legalmente, K.C. decide organizar um novo casamento. |    | |                     |                                   |                                                                       |                    |                        |
| 41 | 12 | "K.C. Sobe o Nivel (PT) K.C. Sobe de Nível (BR)" "K.C. Levels Up"                                               | Danny Teeson        | Eileen Conn                       | 10 de julho de 2016 26 de outubro de 2016 8 de outubro de 2016        | 212                | 1.24                   |
| Quando K.C. tem que encontrar um agente infiltrado, para uma promoção na Organização, todos os vizinhos dos Coopers tornam-se suspeitos. Entretanto, Petey tenta assustar Judy.                                              |    | |                     |                                   |                                                                       |                    |                        |
| 42 | 13 | "Apanha-o Se Tu Conseguires (PT) Pegue-o Se Você Conseguir (BR)" "Catch Him If You Can"                         | Eileen Conn         | Rob Lotterstein                   | 17 de julho de 2016 27 de outubro de 2016 15 de outubro de 2016       | 213                | 1.31                   |
| Quando K.C. tem que capturar um hacker de computadores, acaba por entrar em competição com uma caçadora de recompensas, que também quer captura-lo.                                                                          |    | |                     |                                   |                                                                       |                    |                        |
| 43 | 14 | "Olá, Farrusco! (PT) E Aí, Cãomarada? (BR)" "Sup, Dawg?"                                                        | Kadeem Hardison     | Eileen Conn                       | 24 de julho de 2016 14 de novembro de 2016 16 de outubro de 2016      | 216                | 1.18                   |
| O novo parceiro de K.C. é um cão chamado Dexter, e os dois têm de encontrar um bando de criminosos traficante de fogo-de-artifício.                                                                                          |    | |                     |                                   |                                                                       |                    |                        |
| 44 | 15 | "Na Corda Bamba (Primeira Parte) (PT/BR)" "Tightrope of Doom, Part 1"                                           | Robbie Countryman   | Rob Lotterstein                   | 7 de agosto de 2016 15 de novembro de 2016 27 de dezembro de 2016     | 219                | 1.88                   |
| Preocupada por ser responsável pela prisão de um homem inocente, os Coopers infiltram-se num circo para fazerem uma investigação.                                                                                            |    | |                     |                                   |                                                                       |                    |                        |
| 45 | 16 | "Na Corda Bamba (Segunda Parte) (PT/BR)" "Tightrope of Doom, Part 2"                                            | Robbie Countryman   | Rob Lotterstein                   | 7 de agosto de 2016 16 de novembro de 2016 27 de dezembro de 2016     | 220                | 1.88                   |
| Na tentativa de descubrir quem enganou K.C., os Coopers recolhem amostras de caligrafia dos artistas do circo. |    | |                     |                                   |                                                                       |                    |                        |
| 46 | 17 | "A Lenda da Má, Má Cleo Brown (PT) A Lenda da Cleo Brown (BR)" "The Legend of Bad, Bad Cleo Brown"              | Nzingha Stewart     | Raynelle Swilling e Teri Schaffer | 14 de agosto de 2016 17 de novembro de 2016 6 de fevereiro de 2017    | 221                | 1.97                   |
| A avó Gayle está na cidade e conta a K.C. e a Ernie a história da primeira agente mulher negra, Cleo Brown. |    | |                     |                                   |                                                                       |                    |                        |
| 47 | 18 | "Prémios Agente do Ano (PT) Prémios Missão Exterior do Ano (BR)" "Spy of the Years Awards"                      | Robbie Countryman   | Eddie Quintana                    | 11 de setembro de 2016 21 de novembro de 2016 13 de fevereiro de 2017 | 218                | 1.31                   |
| K.C. e Kira são nomeadas para o mesmo prémio dos Prémios Agente do Ano. Quando K.C. fica doente pouco antes da cerimónia, julga que Kira foi a culpada.                                                                      |    | |                     |                                   |                                                                       |                    |                        |
| 48 | 19 | "Até ao Fundo (Primeira Parte) (PT) Imersão Total (Primeira Parte) (BR)" "In Too Deep, Part 1"                  | Rosario Roveto, Jr. | Darin Henry                       | 18 de setembro de 2016 22 de novembro de 2016 20 de fevereiro de 2017 | 214                | 1.11                   |
| Quando K.C. e Ernie se infiltram na organização amiga do planeta, Volunjovens, K.C. percebe que se identifica com os mesmos valores.                                                                                         |    | |                     |                                   |                                                                       |                    |                        |
| 49 | 20 | "Até ao Fundo (Segunda Parte) (PT) Imersão Total (Segunda Parte) (BR)" "In Too Deep, Part 2"                    | Stephen Engel       | Jenn Lloud e Kevin Bonani         | 25 de setembro de 2016 23 de novembro de 2016 27 de fevereiro de 2017 | 215                | 1.17                   |
| K.C. recebe uma missão da Organização Volunjovens que a faz voltar-se contra a família! Entretanto, Ernie e Mariza tentam salvar K.C. antes que seja demasiado tarde.                                                        |    | |                     |                                   |                                                                       |                    |                        |
| 50 | 21 | "Realidade Virtual (PT) Virtualmente Iludida (BR)" "Virtual Insanity"                                           | Chris Poulos        | Darin Henry                       | 2 de outubro de 2016 29 de março de 2018 1 de novembro de 2016        | 223                | 1.43                   |
| Quando K.C. entra num jogo de realidade virtual para resgatar Ernie, torna-se o Dia das Bruxas mais estranho para K.C. e Ernie, e tentam enfrentar o universo alternativo, e os agentes Darci e Damon, os criadores do jogo. |    | |                     |                                   |                                                                       |                    |                        |
| 51 | 22 | "Mãe Infiltrada (PT) Na Pele da Minha Mamãe (BR)" "Undercover Mother"                                           | Joely Fisher        | Cat Davis                         | 6 de novembro de 2017 6 de fevereiro de 2017 6 de março de 2017       | 222                | 1.36                   |
| Para ganhar um prémio, K.C. tem de decidir se está disposta a revelar a sua identidade secreta para provar que é a mais inteligente.                                                                                         |    | |                     |                                   |                                                                       |                    |                        |
| 52 | 23 | "Não Confies em Ninguém (PT) Não Acreditar Nem Em Você (BR)" "Trust No One"                                     | Robbie Countryman   | Kurt Maloney                      | 13 de novembro de 2016 7 de fevereiro de 2017 13 de março de 2017     | 217                | 1.26                   |
| Quando a última missão de K.C. está comprometida, ela fica responsável de encontrar a toupeira na Organização. |    | |                     |                                   |                                                                       |                    |                        |
| 53 | 24 | "Feliz Feliz, Mas Não Tanto Assim (PT) Terapia de Natal (BR)" "Holly Holly Not So Jolly"                        | Rosario Roveto, Jr. | Rob Lotterstein                   | 4 de dezembro de 2016 9 de dezembro de 2016 10 de dezembro de 2016    | 224                | 1.04                   |
| É Natal e K.C. diz a toda a gente que tem de ir comprar um presente de última hora, mas em vez disso vai falar com o psicólogo da Organização, o Dr. Levinstein.                                                             |    | |                     |                                   |                                                                       |                    |                        |
| 54 | 25 | "Colisão em Curso (PT) A Colisão (BR)" "Collision Course"                                                       | Joel Zwick          | Jenn Lloyd e Kevin Bonani         | 6 de janeiro de 2017 8 de fevereiro de 2017 20 de março de 2017       | 225                | 1.30                   |
| K.C. pensa que viu Abby, e todos acham que ela enlouqueceu. Entretanto Craig e Ernie ensinam Judy a comer. |    | |                     |                                   |                                                                       |                    |                        |

## 3.ª Temporada (2017-18)
- Zendaya (K.C. Cooper) e Kamil McFadden (Ernie Cooper) estão presentes em ... episódios.
- Veronica Dunne (Marisa) está ausente ... episódio.
- Tammy Townsend (Kira Cooper) está ausente em ... episódios.
- Kadeem Hardison (Craig Cooper) está ausente em ... episódios.
- Trinitee Stokes (Judy Cooper) está ausente em ... episódios.
- O episódio "Realidade Virtual" foi emitido em Portugal, como um episódio da terceira temporada.

| # | ## | Título                                                         | Dirigido por  | Escrito por     | Exibição Original                                                | Código de produção | Audiência (em milhões) |
| --- | -- | -------------------------------------------------------------- | ------------- | --------------- | ---------------------------------------------------------------- | ------------------ | ---------------------- |
| 55 | 26 | "Disputa de Família (PT) Guerra de Família (BR)" "Family Feud" | Jon Rosenbaum | Rob Lotterstein | 13 de janeiro de 2017 9 de fevereiro de 2017 27 de março de 2017 | 226                | 1.18                   |
| De volta à sede da organização, os Coppers e o Agente Johnson tentam convencer Abby a denunciar a localização dos pais. |    |                                                                |               |                 |                                                                  |                    |                        |

| # | ## | Título | Dirigido por                            | Escrito por               | Exibição Original                                                 | Código de produção | Audiência (em milhões) |
| --- | -- | --- | --------------------------------------- | ------------------------- | ----------------------------------------------------------------- | ------------------ | ---------------------- |
| 5657 | 12 | "Coopers em Fuga (PT) Os Cooper no Rio (BR)" "Coopers on the Run"                                          | Rosario Roveto, Jr. e Robbie Countryman | Rob Lotterstein           | 7 de julho de 2017 23 de outubro de 2017 19 de novembro de 2017   | 301302             | 1.24                   |
| A família Cooper, juntamente com Marisa, foge de Zane para o Rio de Janeiro, onde têm de trabalhar em equipa para apanhar um conhecido traficante de aves. Entretanto, a cúmplice de Zane, Sheena, prepara-se para acabar com K.C. |    | |                                         |                           |                                                                   |                    |                        |
| 58 | 3  | "Bem-Vindos à Selva (PT) Bem-Vindos à Floresta (BR)" "Welcome to the Jungle"                               | Robbie Countryman                       | Rob Lotterstein           | 14 de julho de 2017 24 de outubro de 2017 19 de novembro de 2017  | 303                | 1.06                   |
| Ainda em fuga da assassina contratada por Zane, K.C., Marisa e Ernie tentam encontrar o caminho para o ponto de extração. |    | |                                         |                           |                                                                   |                    |                        |
| 59 | 4  | "Da Água para o Meio do Fogo (PT) Fora da Água e Dentro do Fogo (BR)" "Out of the Water and Into the Fire" | Robbie Countryman                       | Rob Lotterstein           | 14 de julho de 2017 25 de outubro de 2017 19 de novembro de 2017  | 304                | 1.20                   |
| Quando Zane sabota o helicóptero em que seguem os Coopers, K.C. tem de salvar-se a si e à sua família. |    | |                                         |                           |                                                                   |                    |                        |
| 60 | 5  | "Teia de Mentiras (PT/BR)" "Web of Lies"                                                                   | Robbie Countryman                       | Darin Henry               | 28 de julho de 2017 26 de outubro de 2017 20 de novembro de 2017  | 305                | 1.48                   |
| K.C. fica surpreendida com os resultados do exame, enquanto Marisa demonstra vontade em tornar-se numa agente. |    | |                                         |                           |                                                                   |                    |                        |
| 61 | 6  | "Drama Adolescente (PT/BR)" "Teen Drama"                                                                   | Robbie Countryman                       | David Tolentino           | 4 de agosto de 2017 6 de novembro de 2017 21 de novembro de 2017  | 306                | 1.02                   |
| K.C. tenta fazer as pazes com Marisa depois de se terem zangado, e Marisa quer uma recomendação de K.C. à Organização. |    | |                                         |                           |                                                                   |                    |                        |
| 62 | 7  | "K.C. em Obras (PT) Garota Operária (BR)" "K.C. Under Construction"                                        | Eileen Conn                             | Jenn Lloyd e Kevin Bonani | 11 de agosto de 2017 7 de novembro de 2017 22 de novembro de 2017 | 307                | 1.18                   |
| K.C. tem uma missão infiltrada como trabalhadora da construção civil e é tratada injustamente pelos outros trabalhadores. |    | |                                         |                           |                                                                   |                    |                        |
| 63 | 8  | "A Tempestade (PT) O Fazedor de Tempestade (BR)" "The Storm Maker"                                         | Robbie Countryman                       | Jenn Lloyd e Kevin Bonani | 18 de agosto de 2017 8 de novembro de 2017 23 de novembro de 2017 | 308                | 1.30                   |
| K.C. tem a missão de recuperar um perigoso dispositivo de controlo do clima na mesma noite da festa da escola. |    | |                                         |                           |                                                                   |                    |                        |
| 64 | 9  | "Estrada fora (PT) Siga Aquele Caminhão (BR)" "Keep on Truckin'"                                           | Jon Rosenbaum                           | Darin Henry               | 25 de agosto de 2017 9 de novembro de 2017 24 de novembro de 2017 | 309                | 1.20                   |
| K.C. mente à Organização sobre a perda da arma Tempestade Perfeita e realiza uma nova missão com Craig para recuperar a fonte de energia da máquina.                                                                               |    | |                                         |                           |                                                                   |                    |                        |
| 65 | 10 | "Desmascarar o Inimigo (PT) Desmacarando O Inimigo (BR)" "Unmasking the Enemy"                             | Jon Rosenbaum                           | Rob Lotterstein           | 3 de novembro de 2017 12 de março de 2018 2018                    | 310                | 1.37                   |
| K.C. está ansiosa por revelar a identidade secreta de Brady, mas o seu plano corre mal. |    | |                                         |                           |                                                                   |                    |                        |
| 66 | 11 | "A Verdade Liberta (PT) A Verdade Vai Te Libertar (BR)" "The Truth Will Set You Free"                      | Jon Rosenbaum                           | Eileen Conn               | 10 de novembro de 2017 13 de março de 2018 2018                   | 311                | 1.34                   |
| Brady faz parte da A Alternativa e K.C. conta à organização e à sua família. K.C. decide recomendar Marisa à Organização para ser recrutada.                                                                                       |    | |                                         |                           |                                                                   |                    |                        |
| 67 | 12 | "Dia de Tempestade (PT) Tempo Tempestuoso (BR)" "Stormy Weather"                                           | Jon Rosenbaum                           | Darin Henry               | 17 de novembro de 2017 14 de março de 2018 2018                   | 312                | 1.38                   |
| K.C. consegue escapar da cela onde Brady a prendeu e encontra Gwen Pepper, uma cientista que Brady raptou e obrigou a trabalhar na Tempestade Perfeita.                                                                            |    | |                                         |                           |                                                                   |                    |                        |
| 68 | 13 | "Apagada! (PT) Deletado (BR)" "Deleted!"                                                                   | Kadeem Hardison                         | Jenn Lloyd e Kevin Bonani | 24 de novembro de 2017 15 de março de 2018 2018                   | 315                | 1.09                   |
| Quando Judy para e começa a dizer que tem a memória cheia, Craig percebe que está na hora das atualizações e de voltar à Organização.                                                                                              |    | |                                         |                           |                                                                   |                    |                        |
| 69 | 14 | "Uma Segunda Oportunidade (PT) Segundas Chances (BR)" "Second Chances"                                     | Jon Rosenbaum                           | Zendaya e Rob Lotterstein | 15 de janeiro de 2018 19 de março de 2018 5 de junho de 2018      | 313                | 1.09                   |
| K.C. percebe que tem saudades de Darien e vai falar com ele, mas ele diz-lhe que tem uma nova namorada. K.C. mente e diz que tem namorado e os dois combinam uma saída a quatro.                                                   |    | |                                         |                           |                                                                   |                    |                        |
| 70 | 15 | "A Vingança do Pessoal da Carrinha (PT) A Vingança da Galera da Van (BR)" "Revenge of the Van People"      | Jon Rosenbaum                           | Shawnté McCall            | 16 de janeiro de 2018 20 de março de 2018 6 de junho de 2018      | 314                | 0.87                   |
| K.C. vai para a Suiça para um Encontro Internacional de Jovens Agentes de Espionagem, mas Ernie é deixado para trás para receber um grupo de agentes internacionais.                                                               |    | |                                         |                           |                                                                   |                    |                        |
| 71 | 16 | "Os Ficheiros da Avozinha (PT) A Ficha da Vovó (BR)" "The Gammy Files"                                     | Eileen Conn                             | Rob Lotterstein           | 17 de janeiro de 2018 21 de março de 2018 7 de junho de 2018      | 319                | 0.94                   |
| Os Coopers preparam a visita do Avô Earl e da sua noiva Betty. Earl surpreende toda a gente com a sua felicidade, mas K.C. reconhece Betty de um caso aberto de 1977.                                                              |    | |                                         |                           |                                                                   |                    |                        |
| 72 | 17 | "Convida-me Para Sair (PT) Me Tira Dessa (BR)" "Take Me Out"                                               | Joel Zwick                              | Kurt Maloney              | 18 de janeiro de 2018 22 de março de 2018 8 de junho de 2018      | 316                | 0.91                   |
| K.C. está cansada de ser apenas amiga de Darien e quer namorar com ele e ter uma segunda oportunidade. |    | |                                         |                           |                                                                   |                    |                        |
| 73 | 18 | "Desampara-me o Tambor (PT) Cortando Um Dobrado (BR)" "Twin It to Win It"                                  | Joel Zwick                              | LaTonya Croff             | 22 de janeiro de 2018 9 de julho de 2018 5 de agosto de 2018      | 317                | 0.91                   |
| K.C. é destacada para proteger um diplomata estrangeiro na cerimónia de uma universidade e tem de se infiltrar na banda da escola para assegurar uma posição chave ao lado do diplomata.                                           |    | |                                         |                           |                                                                   |                    |                        |
| 74 | 19 | "Cassandra Agente Secreta (PT) Disfarce De Cassandra (BR)" "Cassandra Undercover"                          | Joel Zwick                              | David Tolentino           | 23 de janeiro de 2018 10 de julho de 2018 5 de agosto de 2018     | 318                | 0.90                   |
| Bryon espera que K.C. responda, e ela diz que não é a K.C., mas sim uma prima, a Cassandra. Bryon sugere que jantem juntos, e K.C. liberta Bernice da prisão para ela se fazer passar por sua prima.                               |    | |                                         |                           |                                                                   |                    |                        |
| 75 | 20 | "K.C. a Triplicar (PT) KC Vezes Três (BR)" "K.C. Times Three"                                              | Patrick Manoley                         | Dava Savel                | 24 de janeiro de 2018 11 de julho de 2018 5 de agosto de 2018     | 320                | 0.90                   |
| A equipa discute formas de encontrar Bernice quando Ernie vê um retrato-robô nas notícias. Bernice assalta lojas de conveniência na zona de Washington.                                                                            |    | |                                         |                           |                                                                   |                    |                        |
| 76 | 21 | "O Efeito Dominó (PT)/(BR)" "The Domino Effect"                                                            | Eileen Conn                             | Darin Henry               | 29 de janeiro de 2018 12 de julho de 2018 3 de dezembro de 2018   | 321                | 0.88                   |
| Os Coopers localizam armas a agências inimigas. Quando apanham os agentes inimigos, descobrem que estes são pais da colega de K.C., Amy.                                                                                           |    | |                                         |                           |                                                                   |                    |                        |
| 77 | 22 | "Dominó 2: Em Apuros (PT) Assada (BR)" "Domino 2: Barbecued"                                               | Joely Fisher                            | Rob Lotterstein           | 30 de janeiro de 2018 16 de julho de 2018 10 de novembro de 2018  | 322                | 0.89                   |
| K.C. continua a aproximar-se de Amy e coloca escutas na casa dos Bishops para conseguir informações sobre a lista de distribuição de armas.                                                                                        |    | |                                         |                           |                                                                   |                    |                        |
| 78 | 23 | "Dominó 3: À Escuta (PT) Tirando o Grampo (BR)" "Domino 3: Buggin' Out"                                    | Jon Rosenbaum                           | Jenn Lloyd e Kevin Bonani | 31 de janeiro de 2018 17 de julho de 2018 17 de novembro de 2018  | 323                | 1.00                   |
| K.C. decide salvar Ernie porque foi por sua culpa que o churrasco não funcionou. |    | |                                         |                           |                                                                   |                    |                        |
| 79 | 24 | "Dominó 4: A Máscara (PT) O Máscara (BR)" "Domino 4: The Mask"                                             | John Rosenbaum                          | Rob Lotterstein           | 1 de fevereiro de 2018 18 de julho de 2018 24 de novembro de 2018 | 324                | 1.01                   |
| K.C. e Marisa levam Amy numa viagem a Nova Iorque para que ela não assista à detenção dos "pais" pela Organização. |    | |                                         |                           |                                                                   |                    |                        |
| 80 | 25 | "O Princípio do Fim (PT) Operação “Missão Final da KC”: 1 (BR)" "The Beginning of the End"                 | Jon Rosenbaum                           | Rob Lotterstein           | 2 de fevereiro de 2018 20 de julho de 2018 1 de dezembro de 2018  | 325                | 1.16                   |
| K.C. e Ernie continuam a procurar a Máscara e a lista de distribuição de armas. |    | |                                         |                           |                                                                   |                    |                        |
| 81 | 26 | "A Última Missão (PT) Operação “Missão Final da KC”: 2 (BR)" "The Final Mission"                           | Jon Rosenbaum                           | Rob Lotterstein           | 2 de fevereiro de 2018 20 de julho de 2018 1 de dezembro de 2018  | 326                | 1.16                   |
| K.C. tem de decidir se será agente a tempo inteiro ou se vai para a faculdade e tenta ter uma vida 'normal'! |    | |                                         |                           |                                                                   |                    |                        |